# Sawan (plaats)
Sawan is een bestuurslaag in het regentschap Buleleng van de provincie Bali, Indonesië. Sawan telt 1915 inwoners (volkstelling 2010).